# Verlag Bernhard Albert Greiner
Der Verlag Bernhard Albert Greiner ist ein archäologischer Fachbuchverlag in Grenzach-Wyhlen in Baden-Württemberg. Er wurde 2000 von Bernhard A. Greiner gegründet. Zum Verlagsprofil zählen die Reihen Ausgrabungen und Forschungen, Urgeschichtliche Studien, Provinzialrömische Studien, Frühgeschichtliche Studien, Studies in Ethnoarchaeology, Höhlen – Felsen – Kunstwerke, Quellen und Funde aus Spätantike und Mittelalter, Der Obergermanisch-Raetische Limes des Römerreiches – Reprint
Ein Spezialgebiet sind Festschriften für international bekannte Archäologen: Mauerschau, Festschrift für Manfred Korfmann, Otium, Festschrift für Volker Michael Strocka, Im Dienste Roms, Festschrift für Hans Ulrich Nuber, Etre Romain, Festschrift für Charles Marie Ternes.